# Ipanema Atlético Clube
Maillots
Dernière mise à jour : 9 février 2012.
L'Ipanema Atlético Clube est un club brésilien de football basé à Santana do Ipanema dans l'État de l'Alagoas.